# X́
La X con acento agudo (Mayúscula: X́ minúscula: x́), fue un grafema utilizado en la romanización del Avéstico, Ingusetio, Checheno y en el sistema de romanización DIN 31635 pour le Pastún. Esta es la letra X diacritizada con un acento agudo.

## Codificación
La X con acento agudo se puede representar con los siguientes caracteres unicode:
| forma     | representación | puntos de código | descripción                               |
| --------- | -------------- | ---------------- | ----------------------------------------- |
| Mayúscula | X́              | U+0058 U+0301    | Letra mayúscula latina x con acento agudo |
| minúscula | x́              | U+0078 U+0301    | letra minúscula latina x con acento agudo |